# 印度尼西亚砂蛤
印度尼西亚砂蛤（学名：Poromya butoni），是笋螂目砂蛤科砂蛤属的一种。主要分布于台湾，常栖息在浅海沙底。